# Michel Houellebecq

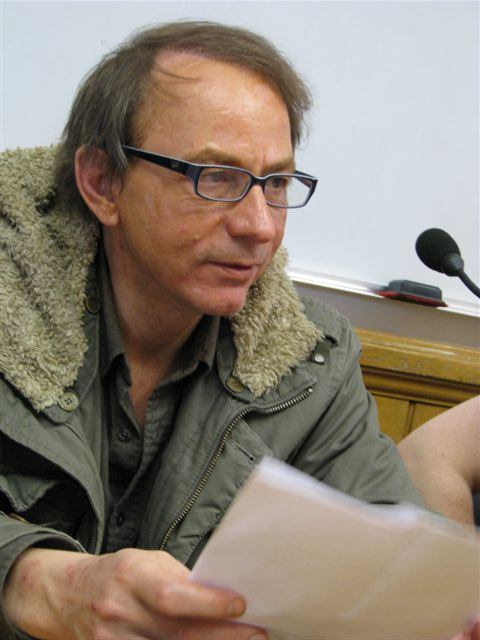
Pisarz w Warszawie (czerwiec 2008)

Michel Houellebecq (wym. fr. [miˈʃɛl wɛlˈbɛk]), właśc. Michel Thomas (ur. 26 lutego 1956 na Reunionie) – francuski pisarz, eseista, poeta i autor piosenek.

## Życiorys
Po ukończeniu szkoły średniej, którą zdał w wieku siedemnastu lat, kontynuował naukę w Paryżu, gdzie pięć lat później uzyskał kwalifikacje agronoma (ze specjalizacją w ekologii roślin). Od 2000 przebywał najpierw w Andaluzji, a następnie w Irlandii. Wrócił do Francji w roku 2012. 

## Twórczość
Houellebecq odniósł sukces wraz z powieścią Cząstki elementarne w 1998 roku. Platformie, wydanej w 2001 roku, towarzyszył kontrowersyjny wywiad udzielony miesięcznikowi Lire. Houellebecq nazwał w nim islam „najgłupszą religią świata”. Sama powieść – Platforma – dotyczy turystyki seksualnej do Tajlandii, i problematyka religijna nie zajmuje w niej głównego miejsca. Wywiad udzielony miesięcznikowi rozwijał jednak szczególnie wątek religijny, także w kontekście przejścia na islam matki autora. Wypowiedź Houellebecqa wywołała liczne protesty – wytoczono mu proces, w którym został oskarżony o nawoływanie do nienawiści rasowej i o islamofobię (jednym z oskarżycieli był zwierzchnik wspólnoty muzułmańskiej we Francji, Dalil Boubakeur). Pisarz bronił się twierdząc m.in., że jego postawa nie wyraża poglądów rasistowskich, jako że islam nie jest rasą lub cechą wrodzoną, ale religią, i można przestać być muzułmaninem. Houellebecq wygrał proces, a trybunał paryski orzekł, że jego wypowiedź była dozwoloną krytyką religii i nie zawierała obrazy muzułmanów.
Publikacja Możliwości wyspy wiązała się dla niego z przejściem do innego wydawnictwa: opuścił Flammarion, gdzie wcześniej zatrudniono, zgodnie z jego sugestią, Frédérica Beigbedera na stanowisku dyrektora literackiego, i dołączył do autorów wydawnictwa Fayard, części dużej grupy medialnej Lagardère. Transfer ten połączony był z niespotykaną dotychczas na francuskim rynku księgarskim sumą pieniędzy. Mapa i terytorium została wydana ponownie przez Flammarion.
7 stycznia 2015 roku miała miejsce premiera powieści Soumission (Uległość), przedstawiającej fikcyjną opowieść z 2022 roku, gdzie prezydentem zostaje muzułmanin Mohammed Ben Abbes, który zamienia Francję w kraj wyznaniowy. Książkę jeszcze przed publikacją krytykowano za uczestniczenie w tworzeniu klimatu islamofobii. Data jej premiery zbiegła się w czasie z zamachem na redakcję Charlie Hebdo w Paryżu. W zamachu tym zginął przyjaciel Houellebecqa, ekonomista Bernard Maris, który kilka miesięcy wcześniej opublikował esej pt. Houellebecq économiste. Wydarzenia te sprawiły, że Houellebecq zrezygnował z promocji najnowszej książki i opuścił Paryż.

### Kino
Cząstki elementarne (tytuł oryg. Elementarteilchen) zostały przeniesione na ekran w 2006 roku przez niemieckiego reżysera Oskara Roehlera. Adaptacją Możliwości wyspy Houellebecq zajął się osobiście. Film miał premierę we wrześniu 2008 roku. Spotkał się z bardzo niekorzystnym przyjęciem ze strony krytyków i publiczności.

## Tematy twórczości
Na łamach miesięcznika „Znak” wyróżniono kilka cech twórczości Houellebecqa: 
Po pierwsze, główny bohater – zawsze jest to 30-, 40-letni mężczyzna, przedstawiciel klasy średniej lub wyższej średniej, człowiek samotny, często ze skłonnością do alkoholu, niezdolny do nawiązania trwałych relacji. Po drugie, pesymizm. To pesymizm egzystencjalny spod znaku Schopenhauera (życie jest cierpieniem), społeczny inspirowany darwinizmem i XIX-wieczną powieścią realistyczną (konkurencja jest podszewką większości relacji międzyludzkich) i kulturowy z ducha Nietzschego i Spenglera (Zachód zmierza do schyłku). Po trzecie zaś, książki te łączy iskierka nadziei, którą zaoferować mogłaby ocalająca miłość. Ostatnimi słowami powieści są jednak pustka, gorycz, rozczarowanie.
Zdaniem Jarosława Fazana „literacka diagnostyka Houellebecqa nawiązuje – świadomie i z wielkim powodzeniem – do XIX-wiecznej literatury realistyczno-satyrycznej”. Agata Bielik-Robson, dekonstruując twórczość pisarza, zwróciła uwagę na jego „bezbrzeżną mizoginię” oraz wyłaniającą się z jego książek konstatację, że „za upadkiem Zachodu stoi wyzwolona kobieta. Cytując klasyka, powiem tylko, że w tej kwestii nawet nie chce mi się z nim gadać”. Alicja Długołęcka, nie zgadzając się z interpretacją Bielik-Robson, stwierdziła, że „odważny język i przerysowane seksualne opisy w jego powieściach [...] mogą stanowić zarówno kalkę, jak i obnażenie obrazów seksu w kulturze masowej”. W opinii Mateusza Burzyka oraz Michała Jędrzejka Houellebecq, choć znajduje sympatię u prawicowych publicystów oraz „knajpianych anarchistów”, dla reszty czytelników okazuje się „pisarzem, który dobitnie i inteligentnie wyraża rozmaite problemy Francji i Europy, nie proponując jednak w pakiecie żadnych pociągających propozycji ich rozwiązania”.

## Życie prywatne
21 września 2018 po raz trzeci się ożenił. Ślub z Chinką Qianyun Lysis Li odbył się w merostwie 13. dzielnicy Paryża. Jest agnostykiem. Zmagał się z depresją, nałogiem alkoholowym i myślami samobójczymi.

## Odznaczenia i wyróżnienia
- 2017 – Odznaka Honorowa za Naukę i Sztukę (Austria)[18]
- 2019 – Legia Honorowa (Francja)[19]

## Dzieła
- H.P. Lovecraft. Przeciw światu, przeciw życiu (H.P. Lovecraft. Contre le monde, contre la vie, essai sur Lovecraft, esej biograficzny o twórczości Howarda Phillipsa Lovecrafta; éditions du Rocher 1991, 1999; wydanie kieszonkowe: J’ai lu 1999; przekład polski tłum. Jacek Giszczak; W.A.B. 2007), ISBN 978-83-7414-285-4,
- Rester Vivant – méthode (eseje; La Différence 1991; wznowienie wspólnie z La Poursuite du bonheur: Flammarion 1997; Librio 1999),
- La Poursuite du bonheur (poezje; La Différence 1992; wznowienie wspólnie z Rester Vivant – méthode: Flammarion 1997, wydanie kieszonkowe: Librio 2000; nagroda Tristana Tzary),
- Poszerzenie pola walki (Extension du domaine de la lutte, powieść; Maurice Nadeau 1994, wydania kieszonkowe: J’ai lu 1997, 1999; przekład polski tłum. Ewa Wieleżyńska; W.A.B. 2006, ISBN 83-7414-152-2; Seria: „Don Kichot i Sancho Pansa”),
- La Peau (poezje; wydanie bibliofilskie, livre d’artiste Sarah Wiame 1995),
- La Ville (poezje; wydanie bibliofilskie, livre d’artiste Sarah Wiame 1996),
- Le Sens du combat (poezje; Flammarion 1996),
- Interventions (eseje; Flammarion 1998),
- Cząstki elementarne (Les Particules élémentaires, powieść; Flammarion 1998, wydanie kieszonkowe: J’ai lu 2000; przekład polski tłum. Agnieszka Daniłowicz-Grudzińska; W.A.B. 2004, ISBN 83-89291-37-1, Seria: „Don Kichot i Sancho Pansa”; 2006, ISBN 83-7414-302-9, ISBN 978-83-7414-302-8),
- Renaissance (poezje; Flammarion 1999)
- Lanzarote (minipowieść z fotografiami autora; Flammarion 2000; wydanie pt. Lanzarote et autres textes: librio 2002),
- Poésies (wybór poezji; wydanie kieszonkowe; J’ai lu 2000),
- Platforma (Plateforme, powieść; Flammarion 2001, wydanie kieszonkowe: J’ai lu 2002; przekład polski tłum. Agnieszka Daniłowicz-Grudzińska; W.A.B. 2004, ISBN 83-89291-37-1; 2007, ISBN 978-83-7414-025-6; Seria: „Don Kichot i Sancho Pansa”),
- De koude revolutie – Confrontaties en bespiegelingen (La révolution froide) (De Arbeiderspers, Amsterdam 2004)
- La Possibilité d’une île (powieść; Fayard 2005; przekład polski: Możliwość wyspy, tłum. Ewa Wieleżyńska; W.A.B. 2006, ISBN 83-7414-156-5; Seria: „Don Kichot i Sancho Pansa”; nagroda Interallié)
- Mapa i terytorium (La Carte et le territoire, powieść; Flammarion 2010; ISBN 978-2-08-124633-1; przekład polski tłum. Beata Geppert; W.A.B. 2011, ISBN 978-83-7747-684-0; Seria: „Don Kichot i Sancho Pansa”; nagroda Lista Goncourtów: polski wybór 2010; Nagroda Goncourtów we Francji[20]),
- Configuration du dernier rivage (poezje; Paris, Flammarion, 2013).
- Uległość (Soumission, powieść; Paris, Flammarion, 2015; przekład polski tłum. Beata Geppert; W.A.B. 2015, ISBN 978-83-280-2120-4),
- Serotonina (Sérotonine, powieść; Paris, Flammarion, 2019; przekład polski tłum. Beata Geppert; W.A.B. 2019, ISBN 978-83-280-6639-7),
- Niepogodzony. Antologia osobista 1991-2013 (Non reconcilié; Anthologie personelle 1991-2013; poezje; Gallimard – Poésie Gallimard, 2014; przekład polski tłum. Maciej Froński i Szymon Żuchowski; W.A.B. 2021, ISBN 978-83-280-7685-3),
- Unicestwianie (Anéantir; powieść; Paris, Flammarion, 2022; przekład polski tłum. Beata Geppert; W.A.B. 2022, ISBN 978-83-8318-203-2)[21],
- Kilka miesięcy mojego życia (Quelques mois dans ma vie; reportaż; Flammarion, 2023; przekład polski tłum. Beata Geppert; W.A.B. 2023, ISBN 978-83-8319-175-1).

Na język polski jego twórczość tłumaczyli: Agnieszka Daniłowicz-Grudzińska, Jacek Giszczak, Ewa Wieleżyńska, Beata Geppert, Maciej Froński i Szymon Żuchowski.